# Pas de deux (groupe)
Pour les articles homonymes, voir Pas de deux (homonymie).

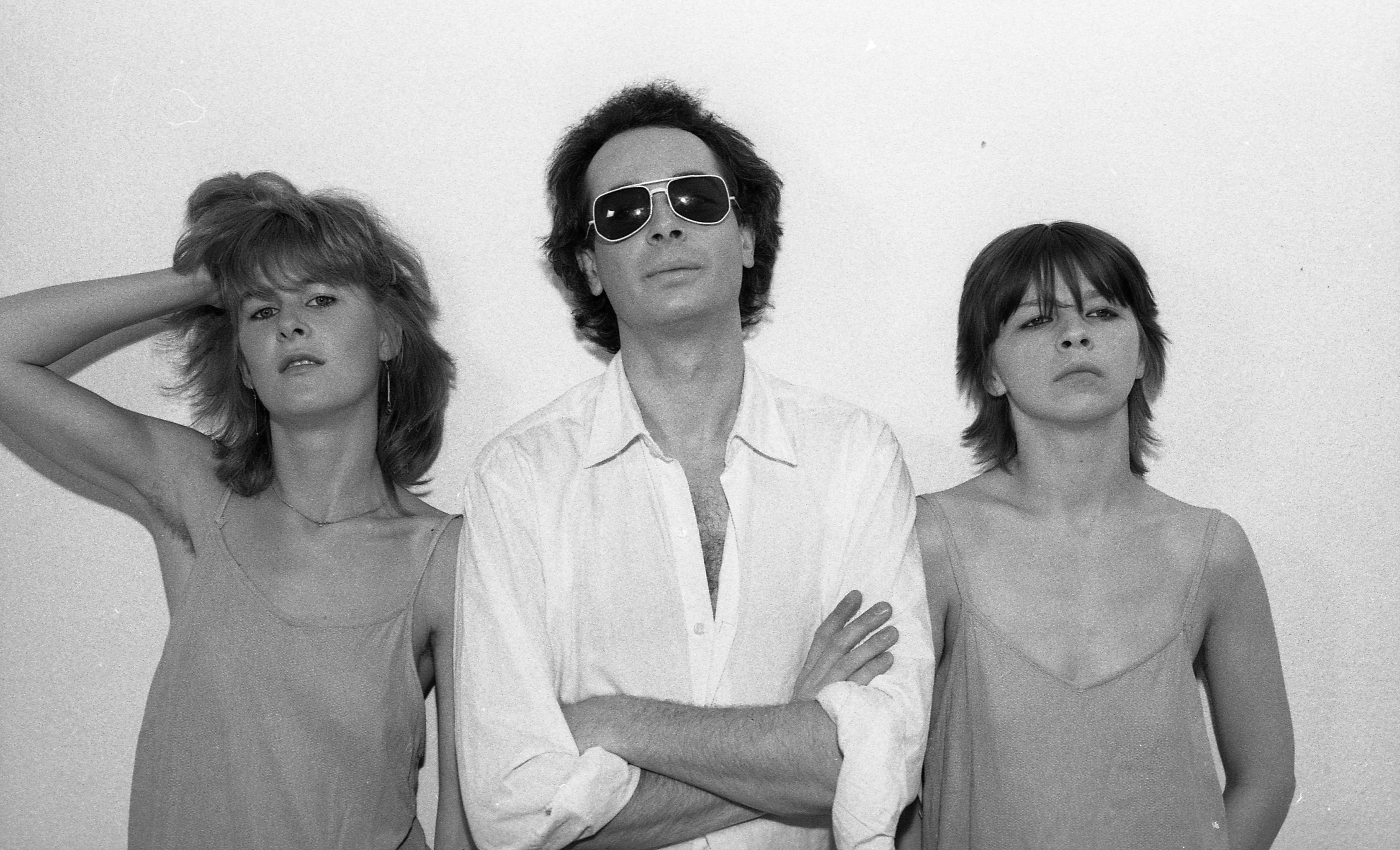
Pas de deux en 1982

Pas de deux est un groupe musical belge de deux chanteuses, composé de Hilde Van Roy (journaliste à la télévision belge flamande) et Dett Peyskens (danseuse et fille du compositeur).

## Historique
Pas de deux a été choisi par la télé flamande pour représenter la Belgique au Concours Eurovision de la chanson 1983. La chanson Rendez-vous, écrite par Paul Peyskens et Walter Verdin, a été sifflée par le public flamand mécontent du choix du jury.
Pas de deux a obtenu 13 points et est arrivé 18e sur 20, avec 4 points du Royaume-Uni, 8 points de l'Espagne et 1 point du Portugal.